# Seznam katastrálních území v okrese Pelhřimov
V této tabulce je uveden kompletní výčet katastrálních území Okresu Pelhřimov, včetně rozlohy a sídel, které na nich leží.
| Název KÚ                       | Sídla                                                                              | Obec                      | km2   |
| ------------------------------ | ---------------------------------------------------------------------------------- | ------------------------- | ----- |
| A                              | A                                                                                  | A                         |       |
| Arneštovice                    | Arneštovice                                                                        | Arneštovice               | 5,42  |
| Babín                          | Babín                                                                              | Těmice                    | 2,8   |
| Bácovice                       | Bácovice                                                                           | Bácovice                  | 4,72  |
| Bedřichov u Zhořce             | Bedřichov                                                                          | Pacov                     | 1,9   |
| Bělá u Horní Cerekve           | Bělá                                                                               | Bělá                      | 3,31  |
| Benátky u Houserovky           | Benátky                                                                            | Pelhřimov                 | 2,41  |
| Benešov                        | Benešov                                                                            | Černovice                 | 5,52  |
| Bezděčín u Obrataně            | Bezděčín, Údolí                                                                    | Obrataň                   | 1,89  |
| Bitětice                       | Bitětice                                                                           | Pelhřimov                 | 2,81  |
| Bohdalín                       | Bohdalín                                                                           | Bohdalín                  | 7,73  |
| Bolechov                       | Bolechov                                                                           | Želiv                     | 1,57  |
| Bor u Božejova                 | Bor                                                                                | Střítež                   | 3,04  |
| Bořetice                       | Bořetice                                                                           | Bořetice                  | 3,58  |
| Bořetín                        | Bořetín                                                                            | Bořetín                   | 4,81  |
| Božejov                        | Božejov, Nová Ves                                                                  | Božejov                   | 9,33  |
| Branišov pod Křemešníkem       | Branišov                                                                           | Vyskytná                  | 3,66  |
| Bratřice                       | Bratřice, Cetule                                                                   | Bratřice                  | 10,35 |
| Brná                           | Brná                                                                               | Věžná                     | 2,75  |
| Brtná                          | Brtná                                                                              | Želiv                     | 2,52  |
| Březina u Hořepníku            | Březina                                                                            | Hořepník                  | 3,25  |
| Budíkov                        | Budíkov, Malý Budíkov, Pusté Lhotsko                                               | Budíkov                   | 6,64  |
| Buřenice                       | Babice, Buřenice                                                                   | Buřenice                  | 8,29  |
| Bystrá                         | Bystrá                                                                             | Bystrá                    | 3,93  |
| Cetoraz                        | Cetoraz                                                                            | Cetoraz                   | 12,04 |
| Ctiboř u Častrova              | Ctiboř                                                                             | Častrov                   | 5,74  |
| Čakovice u Pelhřimova          | Čakovice                                                                           | Pelhřimov                 | 3,25  |
| Čáslavsko                      | Čáslavsko, Jelenov, Kopaniny                                                       | Čáslavsko                 | 6,66  |
| Částkovice                     | Částkovice                                                                         | Nová Cerekev              | 5,22  |
| Častonín                       | Častonín                                                                           | Zachotín                  | 2,68  |
| Častrov                        | Častrov, Perky                                                                     | Častrov                   | 14,01 |
| Čejkov                         | Čejkov                                                                             | Nový Rychnov              | 5     |
| Čejov                          | Čejov, Hadina                                                                      | Čejov                     | 7,99  |
| Čelistná                       | Čelistná                                                                           | Čelistná                  | 3,09  |
| Černov                         | Černov                                                                             | Černov                    | 2,61  |
| Černovice u Tábora             | Černovice, Rytov, Vackov                                                           | Černovice                 | 13,89 |
| Červená Řečice                 | Červená Řečice                                                                     | Červená Řečice            | 12,74 |
| Číhovice                       | Číhovice                                                                           | Křelovice                 | 2,06  |
| Čížkov                         | Čížkov                                                                             | Čížkov                    | 3,03  |
| Dehtáře                        | Dehtáře                                                                            | Dehtáře                   | 2,34  |
| Dobešov u Černovic             | Dobešov, Panské Mlýny                                                              | Černovice                 | 5,25  |
| Dobrá Voda u Pacova            | Dobrá Voda u Pacova                                                                | Dobrá Voda u Pacova       | 4,16  |
| Dobrá Voda u Pelhřimova        | Dobrá Voda, Letny                                                                  | Dobrá Voda                | 5,5   |
| Drahoňov                       | Drahoňov, Knížata, Nový Drahoňov                                                   | Těmice                    | 3,1   |
| Dráchov u Těmic                | Dráchov                                                                            | Těmice                    | 1,03  |
| Dubovice                       | Dubovice                                                                           | Dubovice                  | 3,04  |
| Důl                            | Důl, Nová Ves                                                                      | Důl                       | 2,33  |
| Eš                             | Eš                                                                                 | Eš                        | 4,07  |
| Heřmaneč u Počátek             | Heřmaneč                                                                           | Počátky                   | 2,57  |
| Hněvkovice u Humpolce          | Hněvkovice                                                                         | Humpolec                  | 6,51  |
| Hodějovice                     | Hodějovice                                                                         | Pelhřimov                 | 3,83  |
| Hojanovice                     | Hojanovice                                                                         | Hojanovice                | 2,89  |
| Hojovice                       | Hojovice                                                                           | Hojovice                  | 5,77  |
| Holušice                       | Holušice                                                                           | Kaliště                   | 1,7   |
| Horní Cerekev                  | Horní Cerekev                                                                      | Horní Cerekev             | 12,86 |
| Horní Rápotice                 | Horní Rápotice                                                                     | Horní Rápotice            | 3,99  |
| Horní Ves                      | Horní Ves                                                                          | Horní Ves                 | 9,24  |
| Horní Vilímeč                  | Horní Vilímeč                                                                      | Počátky                   | 4,04  |
| Hořepník                       | Hořepník, Vítovice                                                                 | Hořepník                  | 8,24  |
| Hořice u Humpolce              | Hořice                                                                             | Hořice                    | 3,91  |
| Houserovka                     | Houserovka                                                                         | Pelhřimov                 | 2,43  |
| Hrobská Zahrádka               | Hrobská Zahrádka                                                                   | Obrataň                   | 4,32  |
| Hroznětice                     | Děkančice, Hroznětice                                                              | Hořice                    | 2,93  |
| Hříběcí                        | Hříběcí                                                                            | Horní Cerekev             | 5,05  |
| Humpolec                       | Brunka, Humpolec                                                                   | Humpolec                  | 12,92 |
| Chlovy                         | Chlovy                                                                             | Onšov                     | 2,89  |
| Chmelná u Pelhřimova           | Chmelná                                                                            | Nová Cerekev              | 2,89  |
| Cholunná                       | Cholunná                                                                           | Žirovnice                 | 2,6   |
| Chrástov u Horní Cerekve       | Chrástov                                                                           | Horní Cerekev             | 3,12  |
| Chválkov u Kamenice nad Lipou  | Dvořiště, Chválkov, Rutov                                                          | Mnich                     | 6,18  |
| Chválov u Pelhřimova           | Chválov                                                                            | Olešná                    | 1,18  |
| Chvojnov                       | Chvojnov, Rybníček, Útěchovičky                                                    | Pelhřimov                 | 7,1   |
| Chýstovice                     | Chýstovice, Jedlina                                                                | Chýstovice                | 5,19  |
| Chyšná                         | Chyšná                                                                             | Chyšná                    | 2,83  |
| Jakubín                        | Jakubín                                                                            | Častrov                   | 3     |
| Jankov u Pelhřimova            | Jankov                                                                             | Jankov                    | 1,69  |
| Janovice u Houserovky          | Janovice                                                                           | Pelhřimov                 | 3,46  |
| Jelcovy Lhotky                 | Jelcovy Lhotky, Kocourovy Lhotky                                                   | Pelhřimov                 | 2,21  |
| Jetřichovec                    | Jetřichovec                                                                        | Pacov                     | 3,99  |
| Ježov nad Želivkou             | Ježov                                                                              | Ježov                     | 3,02  |
| Jiřice u Humpolce              | Jiřice, Močidla                                                                    | Jiřice                    | 11,29 |
| Jiřičky                        | Jiřičky                                                                            | Křelovice                 | 2,33  |
| Kaliště                        | Háj, Kaliště, Staré Hutě                                                           | Kaliště                   | 7,79  |
| Kámen u Pacova                 | Kámen                                                                              | Kámen                     | 4,61  |
| Kamenice nad Lipou             | Antonka, Březí, Gabrielka, Johanka, Kamenice nad Lipou, Nová Ves, Vodná            | Kamenice nad Lipou        | 20,71 |
| Kejžlice                       | Kejžlice                                                                           | Kejžlice                  | 11,27 |
| Kletečná u Humpolce            | Kletečná                                                                           | Humpolec                  | 7,97  |
| Koberovice                     | Koberovice                                                                         | Koberovice                | 3,06  |
| Kojčice                        | Kojčice                                                                            | Kojčice                   | 5,97  |
| Komorovice                     | Komorovice                                                                         | Komorovice                | 3,06  |
| Košetice                       | Košetice, Nová Ves                                                                 | Košetice                  | 12,92 |
| Kramolín u Křešína             | Kramolín                                                                           | Křešín                    | 2,22  |
| Krasíkovice                    | Krasíkovice                                                                        | Krasíkovice               | 2,22  |
| Krasoňov                       | Krasoňov                                                                           | Humpolec                  | 7,3   |
| Krumvald                       | Krumvald                                                                           | Střítež                   | 2,85  |
| Křeč                           | Křeč                                                                               | Křeč                      | 10,4  |
| Křelovice u Pelhřimova         | Křelovice                                                                          | Křelovice                 | 8,85  |
| Křepiny                        | Křepiny, Záběhlice                                                                 | Řečice                    | 3,74  |
| Křešín u Pacova                | Blažnov, Čeněnice, Křešín, Mohelnice                                               | Křešín                    | 8,87  |
| Kyjov u Buřenic                | Kyjov                                                                              | Buřenice                  | 0,51  |
| Léskovec                       | Léskovec                                                                           | Počátky                   | 3,02  |
| Leskovice                      | Leskovice                                                                          | Leskovice                 | 3,5   |
| Lesná u Velké Chyšky           | Lesná                                                                              | Lesná                     | 4,41  |
| Lešov                          | Lešov                                                                              | Pelhřimov                 | 6,45  |
| Lhota u Kamenice nad Lipou     | Lhota                                                                              | Lhota-Vlasenice           | 3,01  |
| Lhotice                        | Lhotice                                                                            | Želiv                     | 2,72  |
| Lhotka u Humpolce              | Lhotka                                                                             | Humpolec                  | 1,84  |
| Libkova Voda                   | Libkova Voda                                                                       | Libkova Voda              | 7,41  |
| Lidmaň                         | Bohutín, Hojava, Lidmaň                                                            | Lidmaň                    | 10,41 |
| Lidmaňka                       | Lidmaňka                                                                           | Lidmaň                    | 2,64  |
| Lipice                         | Lipice                                                                             | Pelhřimov                 | 3,94  |
| Lískovice                      | Lískovice                                                                          | Želiv                     | 1,41  |
| Lísky u Holušic                | Lísky                                                                              | Koberovice                | 1,71  |
| Litkovice                      | Litkovice                                                                          | Žirovnice                 | 2,79  |
| Litohošť                       | Litohošť                                                                           | Litohošť                  | 3,5   |
| Lohenice                       | Lohenice                                                                           | Koberovice                | 2,51  |
| Lukavec u Pacova               | Bezděkov, Lukavec                                                                  | Lukavec                   | 10,65 |
| Markvarec u Nové Cerekve       | Markvarec                                                                          | Nová Cerekev              | 6,84  |
| Martinice u Onšova             | Martinice u Onšova                                                                 | Martinice u Onšova        | 2,29  |
| Mašovice u Hořepníku           | Mašovice                                                                           | Hořepník                  | 2,15  |
| Metánov                        | Metánov                                                                            | Častrov                   | 5,67  |
| Mezilesí                       | Holýšov, Mezilesí, Zelená Ves                                                      | Mezilesí                  | 6,98  |
| Mezná u Pelhřimova             | Mezná                                                                              | Mezná                     | 6,05  |
| Miletín u Humpolce             | Miletín                                                                            | Želiv                     | 1,6   |
| Milotice                       | Milotice                                                                           | Dehtáře                   | 1,68  |
| Milotičky                      | Milotičky                                                                          | Červená Řečice            | 1,81  |
| Mirotín                        | Mirotín                                                                            | Mnich                     | 3,26  |
| Mladé Bříště                   | Hojkovy, Mladé Bříště                                                              | Mladé Bříště              | 2,22  |
| Mnich                          | Mnich                                                                              | Mnich                     | 10,25 |
| Moraveč                        | Moraveč                                                                            | Moraveč                   | 9,01  |
| Moudrov                        | Moudrov                                                                            | Obrataň                   | 0,63  |
| Mysletín                       | Mysletín                                                                           | Mysletín                  | 4,14  |
| Myslotín                       | Myslotín, Pelhřimov                                                                | Pelhřimov                 | 2,78  |
| Myslov                         | Myslov                                                                             | Nová Cerekev              | 3,48  |
| Nečice                         | Nečice                                                                             | Senožaty                  | 1,95  |
| Nemojov                        | Nemojov                                                                            | Pelhřimov                 | 1,92  |
| Nízká Lhota                    | Nízká Lhota, Nový Dvůr                                                             | Kámen                     | 3,47  |
| Nová Buková                    | Nová Buková                                                                        | Nová Buková               | 5,16  |
| Nová Cerekev                   | Nová Cerekev                                                                       | Nová Cerekev              | 7,53  |
| Nový Rychnov                   | Chaloupky, Nový Rychnov                                                            | Nový Rychnov              | 13,04 |
| Obrataň                        | Obrataň                                                                            | Obrataň                   | 9,57  |
| Olešná u Pelhřimova            | Olešná                                                                             | Olešná                    | 5,52  |
| Ondřejov u Pelhřimova          | Ondřejov                                                                           | Ondřejov                  | 4,55  |
| Onšov                          | Onšov                                                                              | Onšov                     | 4,99  |
| Onšovice u Dehtářů             | Onšovice                                                                           | Dehtáře                   | 1,97  |
| Ostrovec u Houserovky          | Ostrovec                                                                           | Pelhřimov                 | 2,43  |
| Pacov                          | Pacov                                                                              | Pacov                     | 16,12 |
| Pavlov u Rynárce               | Pavlov                                                                             | Pavlov                    | 1,74  |
| Pejškov                        | Pejškov                                                                            | Pelhřimov                 | 4     |
| Pelec                          | Pelec                                                                              | Častrov                   | 7,38  |
| Pelhřimov                      | Pelhřimov                                                                          | Pelhřimov                 | 15,7  |
| Petrovice u Humpolce           | Petrovice                                                                          | Humpolec                  | 5,13  |
| Píšť u Humpolce                | Píšť                                                                               | Píšť                      | 3,55  |
| Plačkov                        | Plačkov                                                                            | Humpolec                  | 4,67  |
| Plevnice                       | Plevnice                                                                           | Olešná                    | 4,07  |
| Pobistrýce                     | Pobistrýce                                                                         | Pelhřimov                 | 1,93  |
| Počátky                        | Počátky                                                                            | Počátky                   | 15,66 |
| Podivice                       | Podivice                                                                           | Kaliště                   | 2,93  |
| Polesí u Počátek               | Polesí                                                                             | Polesí                    | 4,7   |
| Popelištná                     | Popelištná                                                                         | Červená Řečice            | 3,15  |
| Poříčí u Bolechova             | Poříčí                                                                             | Křelovice                 | 2,13  |
| Pošná                          | Pošná                                                                              | Pošná                     | 4,78  |
| Pravíkov                       | Pravíkov                                                                           | Kamenice nad Lipou        | 10,82 |
| Proseč pod Křemešníkem         | Proseč pod Křemešníkem                                                             | Proseč pod Křemešníkem    | 5,33  |
| Proseč u Humpolce              | Proseč                                                                             | Proseč                    | 3,83  |
| Proseč u Pošné                 | Nesvačily, Proseč                                                                  | Pošná                     | 4,82  |
| Proseč-Obořiště                | Proseč-Obořiště                                                                    | Nová Cerekev              | 3,65  |
| Prostý                         | Prostý                                                                             | Počátky                   | 2,84  |
| Přáslavice                     | Přáslavice                                                                         | Samšín                    | 2,95  |
| Putimov                        | Putimov                                                                            | Putimov                   | 3,22  |
| Radějov u Buřenic              | Radějov                                                                            | Buřenice                  | 4,86  |
| Radětín                        | Radětín                                                                            | Pelhřimov                 | 2,57  |
| Radňov u Rynárce               | Radňov                                                                             | Pelhřimov                 | 3,53  |
| Rodinov                        | Rodinov                                                                            | Rodinov                   | 6,08  |
| Rohovka                        | Rohovka                                                                            | Dobrá Voda                | 2,91  |
| Roučkovice                     | Roučkovice                                                                         | Pacov                     | 6,95  |
| Rovná u Hořepníku              | Rovná                                                                              | Rovná                     | 4,3   |
| Rozkoš u Humpolce              | Rozkoš                                                                             | Humpolec                  | 1,64  |
| Rynárec                        | Rynárec                                                                            | Rynárec                   | 5,98  |
| Řečice u Humpolce              | Bystrá, Řečice                                                                     | Řečice                    | 4,02  |
| Řemenov                        | Řemenov                                                                            | Olešná                    | 1,97  |
| Řeženčice                      | Řeženčice, Trsov                                                                   | Nový Rychnov              | 4,73  |
| Salačova Lhota                 | Malá Černá, Salačova Lhota, Velká Černá                                            | Salačova Lhota            | 5,97  |
| Samšín                         | Samšín                                                                             | Samšín                    | 4,21  |
| Sázava pod Křemešníkem         | Křemešník, Sázava                                                                  | Nový Rychnov              | 8,25  |
| Sedlice u Želivi               | Sedlice                                                                            | Sedlice                   | 5,51  |
| Sedliště u Častonína           | Sedliště                                                                           | Vyskytná                  | 1,11  |
| Senožaty                       | Otavožaty, Senožaty                                                                | Senožaty                  | 12,9  |
| Skoranovice                    | Skoranovice                                                                        | Martinice u Onšova        | 2,4   |
| Skrýšov u Pelhřimova           | Skrýšov                                                                            | Pelhřimov                 | 3,33  |
| Služátky u Pelhřimova          | Služátky                                                                           | Pelhřimov                 | 2,87  |
| Speřice                        | Speřice                                                                            | Jiřice                    | 2,28  |
| Stanovice u Nové Cerekve       | Stanovice                                                                          | Nová Cerekev              | 5,58  |
| Staré Bříště                   | Staré Bříště, Vlčí Hory                                                            | Staré Bříště              | 5,31  |
| Starý Pelhřimov                | Starý Pelhřimov                                                                    | Pelhřimov                 | 4,44  |
| Stojčín                        | Stojčín                                                                            | Stojčín                   | 3,87  |
| Stranná u Žirovnice            | Stranná                                                                            | Žirovnice                 | 7,65  |
| Strměchy                       | Strměchy                                                                           | Pelhřimov                 | 3,93  |
| Střítež pod Křemešníkem        | Střítež pod Křemešníkem                                                            | Střítež pod Křemešníkem   | 3,75  |
| Střítež u Božejova             | Střítež                                                                            | Střítež                   | 6,88  |
| Střítež u Černovic             | Střítež                                                                            | Černovice                 | 2,14  |
| Sudkův Důl                     | Sudkův Důl                                                                         | Obrataň                   | 3,12  |
| Svatava u Černovic             | Svatava                                                                            | Černovice                 | 3,3   |
| Svépravice                     | Svépravice                                                                         | Svépravice                | 5,15  |
| Světlice                       | Světlice, Světlický Dvůr                                                           | Humpolec                  | 3,24  |
| Syrov                          | Syrov                                                                              | Syrov                     | 4,69  |
| Šimpach                        | Šimpach                                                                            | Obrataň                   | 4,05  |
| Štědrovice                     | Skočidolovice, Štědrovice                                                          | Čáslavsko                 | 2,9   |
| Štítné                         | Štítné                                                                             | Žirovnice                 | 8,4   |
| Těchobuz                       | Těchobuz                                                                           | Těchobuz                  | 7,22  |
| Těchoraz                       | Těchoraz                                                                           | Červená Řečice            | 5,62  |
| Těmice u Kamenice nad Lipou    | Těmice                                                                             | Těmice                    | 21,66 |
| Těšenov                        | Těšenov                                                                            | Horní Cerekev             | 8,53  |
| Těškovice u Onšova             | Těškovice                                                                          | Onšov                     | 2,11  |
| Tukleky                        | Tukleky                                                                            | Senožaty                  | 3,34  |
| Turovka                        | Turovka                                                                            | Horní Cerekev             | 2,42  |
| Týmova Ves                     | Týmova Ves                                                                         | Lukavec                   | 6,49  |
| Ústrašín                       | Ústrašín                                                                           | Ústrašín                  | 7,03  |
| Útěchovice pod Stražištěm      | Útěchovice pod Stražištěm                                                          | Útěchovice pod Stražištěm | 4,18  |
| Útěchovice u Hořepníku         | Útěchovice                                                                         | Útěchovice                | 6,24  |
| Útěchovičky                    | Útěchovičky                                                                        | Útěchovičky               | 4,06  |
| Vadčice                        | Vadčice                                                                            | Dehtáře                   | 1,98  |
| Včelnička                      | Včelnička                                                                          | Včelnička                 | 3,96  |
| Velká Chyška                   | Velká Chyška                                                                       | Velká Chyška              | 8,14  |
| Velká Rovná                    | Velká Rovná                                                                        | Pacov                     | 3,47  |
| Velká Ves                      | Velká Ves                                                                          | Lukavec                   | 4,35  |
| Velký Rybník u Humpolce        | Velký Rybník                                                                       | Velký Rybník              | 6,28  |
| Vesce u Počátek                | Vesce                                                                              | Počátky                   | 2,71  |
| Veselá u Častrova              | Veselá                                                                             | Veselá                    | 8,69  |
| Věžná                          | Věžná                                                                              | Věžná                     | 2,64  |
| Vilémov u Humpolce             | Vilémov                                                                            | Humpolec                  | 0,27  |
| Vintířov                       | Vintířov                                                                           | Obrataň                   | 8,51  |
| Vitice u Humpolce              | Vitice                                                                             | Želiv                     | 2,25  |
| Vlasenice u Kamenice nad Lipou | Vlasenice                                                                          | Lhota-Vlasenice           | 4,04  |
| Vlásenice u Pelhřimova         | Vlásenice                                                                          | Pelhřimov                 | 4,16  |
| Vlásenice-Drbohlavy            | Vlásenice-Drbohlavy                                                                | Pelhřimov                 | 3,79  |
| Vlčetín                        | Vlčetín                                                                            | Žirovnice                 | 8,08  |
| Vlkosovice                     | Vlkosovice                                                                         | Černovice                 | 6,44  |
| Vojslavice nad Želivkou        | Vojslavice                                                                         | Vojslavice                | 4,83  |
| Vokov u Rynárce                | Vokov                                                                              | Vokov                     | 2,66  |
| Vranice u Humpolce             | Vranice                                                                            | Píšť                      | 2,11  |
| Vratišov u Mezné               | Vratišov                                                                           | Mezná                     | 2,2   |
| Vřesník                        | Vřesník                                                                            | Želiv                     | 3,26  |
| Vyklantice                     | Kateřinky, Nové Vyklantice, Nový Smrdov, Petrovsko, Staré Vyklantice, Starý Smrdov | Vyklantice                | 6,81  |
| Vyskytná                       | Vyskytná                                                                           | Vyskytná                  | 9,93  |
| Vysoká Lhota                   | Vysoká Lhota                                                                       | Vysoká Lhota              | 3,1   |
| Vystrkov u Humpolce            | Vystrkov                                                                           | Vystrkov                  | 2,25  |
| Záhoří u Humpolce              | Záhoří                                                                             | Mladé Bříště              | 3,12  |
| Zahrádka u Pošné               | Zahrádka                                                                           | Pošná                     | 3,71  |
| Zachotín                       | Petrkov, Zachotín                                                                  | Zachotín                  | 7,36  |
| Zajíčkov                       | Rovná, Zajíčkov                                                                    | Zajíčkov                  | 4,54  |
| Zhoř u Pacova                  | Zhoř                                                                               | Pacov                     | 3,43  |
| Zhořec u Pacova                | Zhořec                                                                             | Zhořec                    | 5,83  |
| Zlátenka                       | Zlátenka                                                                           | Zlátenka                  | 2,38  |
| Zmišovice                      | Zmišovice                                                                          | Červená Řečice            | 3,15  |
| Želiv                          | Želiv                                                                              | Želiv                     | 10,73 |
| Žirov                          | Žirov                                                                              | Žirov                     | 2,82  |
| Žirovnice                      | Žirovnice                                                                          | Žirovnice                 | 14,88 |

Celková výměra 1290,04 km2